# Tean Kam (gmina)
Tean Kam – gmina (khum) w północno-zachodniej Kambodży, we wschodniej części prowincji Bântéay Méanchey, w dystrykcie Preăh Nét Preăh. Stanowi jedną z 8 gmin dystryktu.

## Miejscowości
Na obszarze gminy położonych jest 6 miejscowości:
- Bantoat Baoh
- Tean Kam Lech
- Tean Kam Cheung
- Tean Kam Tboung
- Ou
- Ta Un